# Zduhać

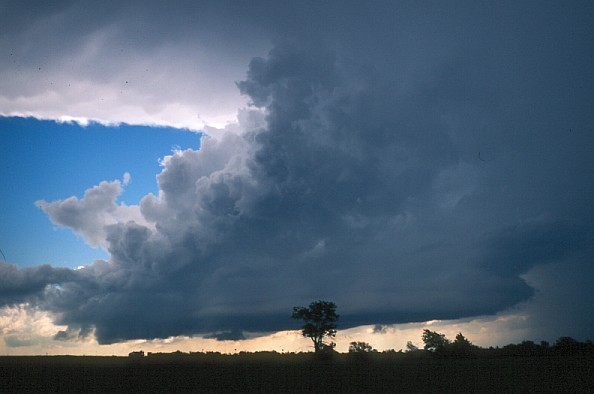
Las cumulonimbuss están presentes en las tormentas eléctricas y pueden producir fuertes lluvias y granizo. Se creía que el movimiento de estas nubes era dirigido por demonios quienes las llevaban sobre los campos para destruir los cultivos.

Un zduhać (en cirílico: здухаћ; pronunciación en serbio, ˈzduhaːtɕ; vetrovnjak (ветровњак, [ʋɛˈtrɔʋɲaːk]); o zmajevit (змајевит, [zmaˈjɛʋit]) era, según la tradición serbia, un hombre con habilidad innata sobrenatural para ahuyentar o destruir a los demonios que traían mal tiempo. Mientras dormía, su alma salía de su cuerpo y confrontaba a los demonios, de forma que protegía su patrimonio, pueblo o región del clima adverso al moverlo a alguna otra área.
En Montenegro, el este de Herzegovina, parte de Bosnia y Sandžak, era denominado mayormente zduhać. Los zduhaći (plural) de un área usualmente peleaban juntos contra los zduhaći de alguna otra área que traían una tormenta y nubes de granizo sobre sus campos. Los zduhaći victoriosos se llevarían la fertilidad de los campos y el ganado de sus enemigos derrotados para su propia región. En el oeste de Serbia, un alma de vetrovnjak podía salir de su cuerpo para pelear contra un pájaro de plumas negras que llevaban las nubes de tormenta sobre los cultivos de su pueblo. En el este, centro y sur de Serbia, así como en Banat, un zmajevit era un hombre o un muchacho cuyo espíritu abandonaba su cuerpo cada vez que percibía la proximidad de un ala, un demonio que llevaba las nubes cargadas de granizo sobre los campos. El zmajevit era capaz de vencer al ala, salvando los cultivos de su comunidad, una habilidad que compartía con los dragones; el adjetivo zmajevit deriva del sustantivo zmaj ("dragón") y significa "poseer propiedades de dragón".

## Características generales
El mal tiempo, como tormentas, granizo o lluvias torrenciales, podía devastar rápidamente los campos, huertos y viñedos; por tanto, ponía en peligro la supervivencia de los agricultores en la región afectada. Se creía que el mal tiempo era traído por fuerzas sobrenaturales. Dios permitía que el mal tiempo afligiera al pueblo de un área como un castigo por sus pecados. Los ángeles y algunos santos también podían enviar castigos semejantes, así como el diablo era considerado un portador de tales aflicciones.
En particular, los demonios femeninos denominadas ala eran portadores prominentes de nubes que llevaban tormentas y granizo en el centro, este y sur de Serbia, así como en Banat; algunas veces, el mismo rol era desempeñado por águilas y pájaros de plumas negras. Un tiempo muy malo también podía ser traído por las almas de las personas ahogadas o colgados o por los infantes que habían fallecido sin ser bautizados, así como por individuos en vida, tales como sacerdotes, brujas, y quienes hubieran adquirido ciertas habilidades mágicas.
Los pueblos suplicaban a Dios y los santos por protección contra estas calamidades, pero también recurrieron a prácticas mágicas. Existió una creencia extendida entre los serbios de que había hombres capaces de proteger su patrimonio, aldea o región contra las condiciones climáticas destructivas. Al percibir la inminencia del mal tiempo, tales hombres se quedaban dormidos, sea en el mismo lugar donde se encontraban en ese momento o bien en algún otro lugar. Su alma dejaba su cuerpo y emprendía la batalla contra el ser maligno que estaba trayendo los elementos. Después de que vencía al portador de la adversidad y frustraba sus intenciones destructivas, volvía a su cuerpo y despertaba cansado y sudoroso.